# NGC 1582
NGC 1582 (również OCL 407) – gromada otwarta znajdująca się w gwiazdozbiorze Perseusza. Odkrył ją William Herschel 3 lutego 1788 roku. Jest położona w odległości ok. 3,6 tys. lat świetlnych od Słońca.